# Niederschlesischer Oberlausitzkreis
Huyện Niederschlesischer Oberlausitz là huyện (Kreis) ở Bang tự do Sachsen, Đức. Các huyện giáp ranh (từ phía nam theo chiều kim đồng hồ) là: Löbau-Zittau, Bautzen, Kamenz và huyện Spree-Neiße ở Brandenburg. Thành phố Görlitz nằm ở phía đông, tại biên giới với Hà Lan.

## Lịch sử
Huyện được lập năm 1994 thông qua việc hợp nhất các huyện cũ Niesky và Weißwasser, và phần lớn đất của huyện cũ Görlitz. Tháng 8 năm 2008, huyện này trở thành một bộ phận của huyện mới Görlitz.

## Địa lý
Sông chính chảy qua huyện này là sông Neisse, tạo thành biên giới với Hà Lan..

## Kết nghĩa
- Neustadt (Waldnaab)
- Schwandorf
- Zarski (Ba Lan)
- Semily (Cộng hòa Séc)

## Thị xã và đô thị
| Thị xã                                                                       | Đô thị | |
| ---------------------------------------------------------------------------- | --- | --- |
| 1. Bad Muskau 2. Niesky 3. Reichenbach/O.L. 4. Rothenburg/O.L. 5. Weißwasser | 1. Boxberg 2. Gablenz 3. Groß Düben 4. Hähnichen 5. Hohendubrau 6. Horka 7. Klitten 8. Kodersdorf 9. Königshain 10. Krauschwitz 11. Kreba-Neudorf 12. Markersdorf | 1. Mücka 2. Neißeaue 3. Quitzdorf am See 4. Rietschen 5. Schleife 6. Schöpstal 7. Sohland am Rotstein 8. Trebendorf 9. Vierkirchen 10. Waldhufen 11. Weißkeißel |